# Endaster hamatosculum
Endaster hamatosculum is een kreeftachtigensoort uit de familie van de Ctenosculidae. De wetenschappelijke naam van de soort is voor het eerst geldig gepubliceerd in 1985 door Grygier.